# Rote Flüh
Rote Flüh – szczyt w Alpach Algawskich, części Alp Bawarskich. Leży w Austrii (Tyrol), przy granicy z Niemcami (Bawaria). Szczyt sąsiaduje z Gimpel.